# Dick Marty

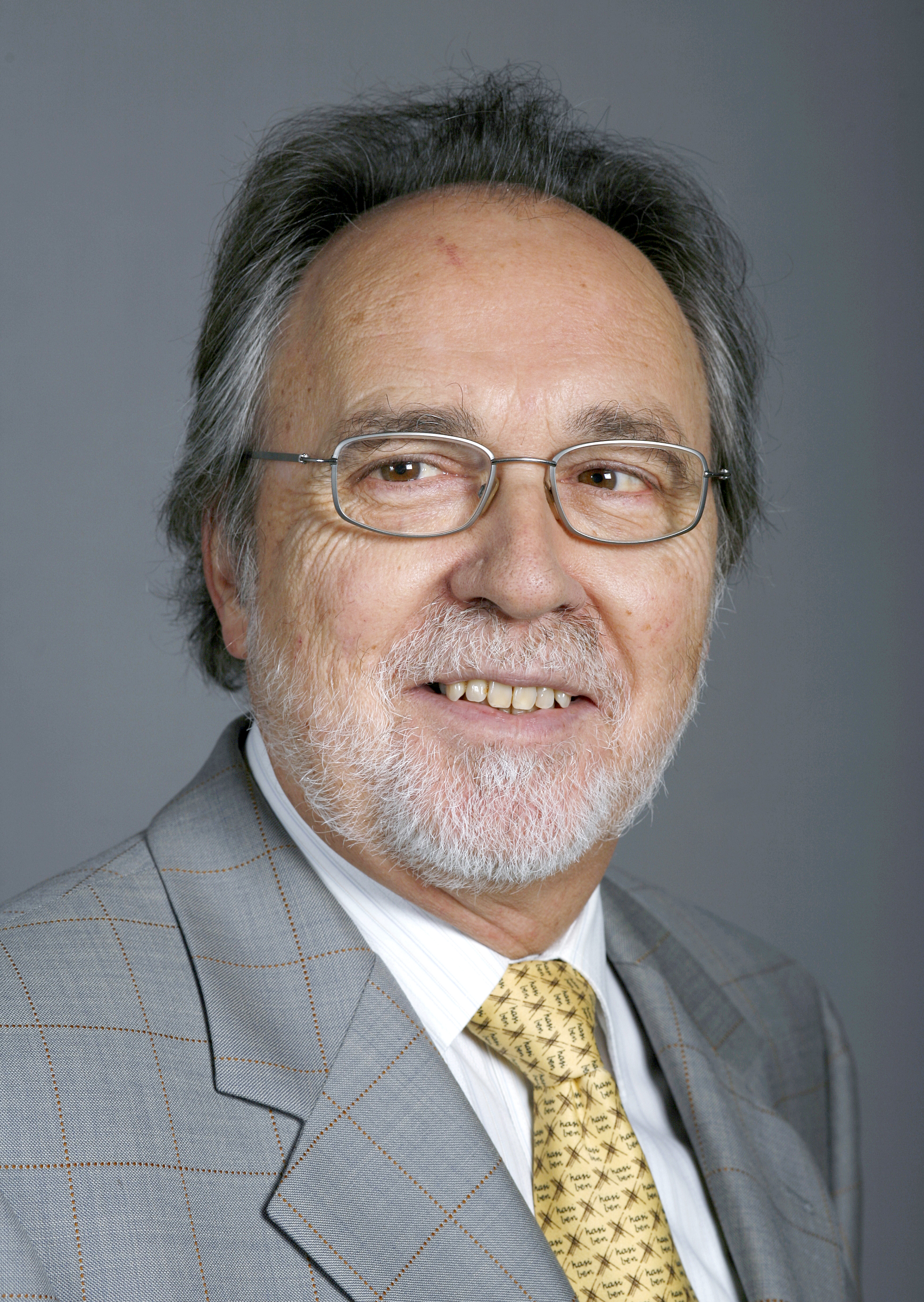
Dick Marty (2007)

Dick François Marty (* 7. Januar 1945 in Sorengo TI; † 28. Dezember 2023 in Fescoggia TI; heimatberechtigt in Lugano und Guttet-Feschel VS) war ein Schweizer Politiker (FDP) und Staatsanwalt des Kantons Tessin. Er vertrat von 1995 bis 2011 den Kanton Tessin im Ständerat. Zudem war er Abgeordneter des Europarats und Mitglied der OSZE-Kommission für Menschenrechte. Er war von 2011 bis zu ihrer Auflösung Ende 2017 Präsident der Interjurassischen Versammlung (IJV).

## Leben
Marty studierte Rechtswissenschaften an der Universität Neuenburg. Von 1972 bis 1975 arbeitete er am Max-Planck-Institut für ausländisches und internationales Strafrecht in Freiburg im Breisgau, wo er für die Abteilung Schweizer Recht zuständig war. 
1975 wurde er zum Staatsanwalt des Kantons Tessin ernannt. In diesem Amt fiel er wegen seines energischen Vorgehens gegen organisiertes Verbrechen und Drogenmissbrauch auf. Dabei gelang ihm eine der grössten Beschlagnahmen von Heroin in der Schweiz. Er kam mit dem Schicksal und dem Tod zahlreicher Drogensüchtiger persönlich in Kontakt. Daraus entwickelte sich seine skeptische Haltung gegen die Strafverfolgung des Konsums. Marty war ein Befürworter der medizinisch begleiteten Drogenabgabe.
Marty starb am 28. Dezember 2023 im Alter von 78 Jahren an einem Krebsleiden.

## Politik

### Kantonale Ebene
1989 wurde Marty zum Staatsrat des Kantons Tessin gewählt. In dieser Funktion leitete er das kantonale Finanzdepartement und war 1992 Regierungsratspräsident. Nach seiner Wahl in den Ständerat im Jahr 1995 verzichtete er auf eine erneute Kandidatur für die Kantonsregierung.

### Ständerat
Im Herbst 1995 wurde er im zweiten Wahlgang in den Ständerat gewählt. 1999, 2003 und 2007 wurde er wiedergewählt. Er war Mitglied verschiedener wichtiger Kommissionen, darunter der Finanzkommission und der Kommission für Wirtschaft und Abgaben. Er spielte eine Schlüsselrolle bei der Beratung über die neue Schweizer Bundesverfassung. Da die Schweiz kein Berufsparlament kennt, arbeitete er Teilzeit als Rechts- und Wirtschaftsberater. Bei den Ständeratswahlen 2011 trat Marty nicht mehr an.

### Europarat
Von 1998 bis 2011 war Marty Abgeordneter des Europarats. 2005 wurde er beauftragt, die Untersuchungen zu den vermuteten geheimen Gefangenentransporten und Gefangenenlagern (Black sites) der CIA in Europa zu leiten.
Im Juni 2006 und im Juni 2007 legte er zwei Berichte über Geheimgefängnisse und Überführungsflüge von Gefangenen des US-Geheimdienstes CIA in Europa vor. Darin bezeichnete er unter anderem die Existenz von Geheimgefängnissen der CIA in Polen und Rumänien als erwiesen. Mehrere europäische Länder beschuldigte er, die Augen vor illegalen Aktivitäten der USA verschlossen zu haben. Zuletzt untersuchte Marty ausserdem die schwarze Liste der UNO zu Terrorverdächtigen. Er hatte die UNO-Liste bereits im April 2007 scharf kritisiert. Da diese geheim sei, hätten die Betroffenen nicht die Möglichkeit, sich Gehör zu verschaffen und Einspruch einzulegen. Den Terrorverdächtigen müsse ein «Minimum an Transparenz und das Recht auf Verteidigung» zugestanden werden.
In einem am 14. Dezember 2010 veröffentlichten Bericht für den Europarat schrieb Dick Marty, Hashim Thaçi und weitere frühere Führer der kosovarischen Befreiungsarmee UÇK seien am Handel mit Organen serbischer Gefangener nach dem Kosovokrieg 1998–1999, an Auftragsmorden und anderen Verbrechen beteiligt gewesen. Thaçi sagte darauf, die Vorwürfe entbehrten jeglicher Grundlage, und verlangte eine unabhängige Untersuchung. Die Parlamentarische Versammlung des Europarats nahm Martys Bericht am 25. Januar 2011 an. Die Abgeordneten verlangten in einer Resolution eine seriöse Untersuchung der Vorfälle.
Seit Dezember 2020 stand Marty wegen einer «ernstzunehmenden Bedrohungssituation» unter verstärktem Personenschutz. Als Hintergrund wurden seine Ermittlungen über Kriegsverbrechen während des Kosovokrieges 1998 bis 1999 vermutet. 2011 verliess er den Europarat. Die Nachfolge im Vorsitz des Rechtsausschusses der Parlamentarischen Versammlung im Europarat trat am 22. Januar 2008 die frühere deutsche Justizministerin Däubler-Gmelin an.

## Weitere Mandate
- Von 1996 bis 2007 war er Präsident der Organisation Schweiz Tourismus.
- Anfang 2011 bis zu ihrer Auflösung Ende 2017[11] war Marty Präsident der Interjurassischen Versammlung (IJV); er wurde dazu im Dezember 2010 vom Bundesrat ernannt.[12]
- Im August 2011 wurde Marty zu einem der Vizepräsidenten der Weltorganisation gegen Folter (OMCT) gewählt.[13][14]
- Von Januar 2014 bis Februar 2015 war Marty Präsident der Cycling Independent Reform Commission, die im Auftrag des Weltradsportverbands Union Cycliste Internationale dessen Verwicklungen in das Doping im Radsport untersuchte und Empfehlungen für die weitere Dopingbekämpfung gab.[15]
- 2020 war Marty Co-Präsident des Initiativkomitees der Konzernverantwortungsinitiative.[16]

## Auszeichnungen
- 1987: Für seine Verdienste ehrte ihn das US-amerikanische Justizministerium mit einem Award of Honor mit der Begründung In recognition of your outstanding accomplishments exemplary service and dedication in the area of drug law.
- 1987: Special Award of Honor der Internationalen Vereinigung der Drogenbekämpfungsbehörden (International Narcotic Enforcement Officers Association).
- 2006: SwissAward in der Kategorie Politik.[17]
- 2007: Menschenrechtspreis der Internationalen Gesellschaft für Menschenrechte (IGFM). Marty erhielt den Preis für seine Arbeit als Ermittler des Europarats zu illegalen Aktivitäten des US-Geheimdienstes CIA in Europa.[18]
- 2012: Preis für Menschenwürde der Tertianum-Stiftung Zürich in Anerkennung seines internationalen Engagements für die Menschenrechte (mit 10'000 Franken dotiert).[19]

## Schriften (Auswahl)
- Le rôle et les pouvoirs du juge suisse dans l’application des sanctions pénales. Tipografia La Commerciale, Lugano 1974 (zugl. Dissertation Universität Neuenburg, 1974).
- mit Lucy Brun: Recruiting a Health Care CEO. Canadian Hospital Association – CHA Press, Ottawa 1994, ISBN 978-0-919100-97-8.
- mit Sandro Brotz, Beat Jost: CIA-Gefängnisse in Europa. Die Fax-Affäre und ihre Folgen. Orell Füssli, Zürich 2006, ISBN 978-3-280-05196-2.
- mit Claude Bonard, Olivier Meuwly, Hervé de Weck, Christophe Vuilleumier: L’honneur au service du diable. Crime de guerre et cruauté ordinaire. Éditions Slatkine, Genf 2016, ISBN 978-2-05-102783-0.
- Au service du dialogue interjurassien. Bilan d’une institution inédite (1994–2017). Editions Alphil, Neuenburg 2017, ISBN 978-2-88930-162-1.
- mit René Felber, Serge Sierro: Une certaine idée de la justice: Tchétchénie, CIA, Kosovo, drogue. Éditions Favre, Lausanne 2018, ISBN 978-2-8289-1736-4.
- Sous haute protection, Éditions Favre, Lausanne 2023, ISBN 978-2-8289-2077-7
- Verità irriverenti. Riflessioni di un magistrato sotto scorta, Edizioni Casagrande, Bellinzona, 2023
  - Furchtlose Wahrheiten. Betrachtungen eines Staatsanwalts unter Personenschutz, Rotpunkt Verlag, 2024